# Индуистское право
Индуистское право — правовая система, применяемая среди индуистов, в особенности в Индии. Входит в семью религиозного права.
Современное индуистское право является частью индийского права, установленного Конституцией Индии в 1950 году. Вместе с тем, в системе индуистского права приживались ценности и нормы иных правовых систем: буддизма (V—I в. до н. э.), ислама (X—XVII вв.), социализма (XX в.).
Среди всех известных источников древнего права Индии Законы Ману являются наиболее известными. Законы Ману (Манавадхармашастра) в своем завершенном виде сложились во II веке до н. э. в рамках брахманизма. Изначально за Законами Ману признавалось значение сакрального документа. Источниками Законов Ману, как и других сводов, были Дхармасутры — трактаты, разъяснявшие содержание Вед, Упанишад, Пуран, других священных текстов и содержавшие описание судебных прецедентов, обычаев, светских законов. В общей сложности Законы Ману содержат 2684 стиха (шлок). В этом документе переплетаются религиозные, этические, бытовые и правовые нормы. Законы Ману не имели силы закона в современном значении этого слова. Структурно Законы Ману состоят из 12 глав.
В целом индуистское право является одним из древнейших в мире правовых феноменов.
До получения Индией независимости в 1947 году, индуистское право было частью британской колониальной правовой системы, получив формально этот статус в 1772 году с подачи генерал-губернатора Индии Уоррена Гастингса который сформулировал свой план законодательного управления, в котором «во всех случаях, касающихся наследства, заключения брака, кастовых или других религиозных вопросов, законам Корана в отношении мусульман и законам шастр в отношении индусов надлежит непременно следовать». Введённое англичанами индуистское право большей частью базировалось на ранних переводах санскритских текстов «Дхарма-шастр» — трактатов по религиозным правилам поведения индуистов. Англичане приняли «Дхарма-шастры» за правовой кодекс, хотя до них эти санскритские тексты таким образом не использовались. «Дхарма-шастры» формально не были сборниками законов и не имели обязательной силы. В них в основном содержатся теоретические размышления о практическом праве.